# Henri Louis Duhamel du Monceau

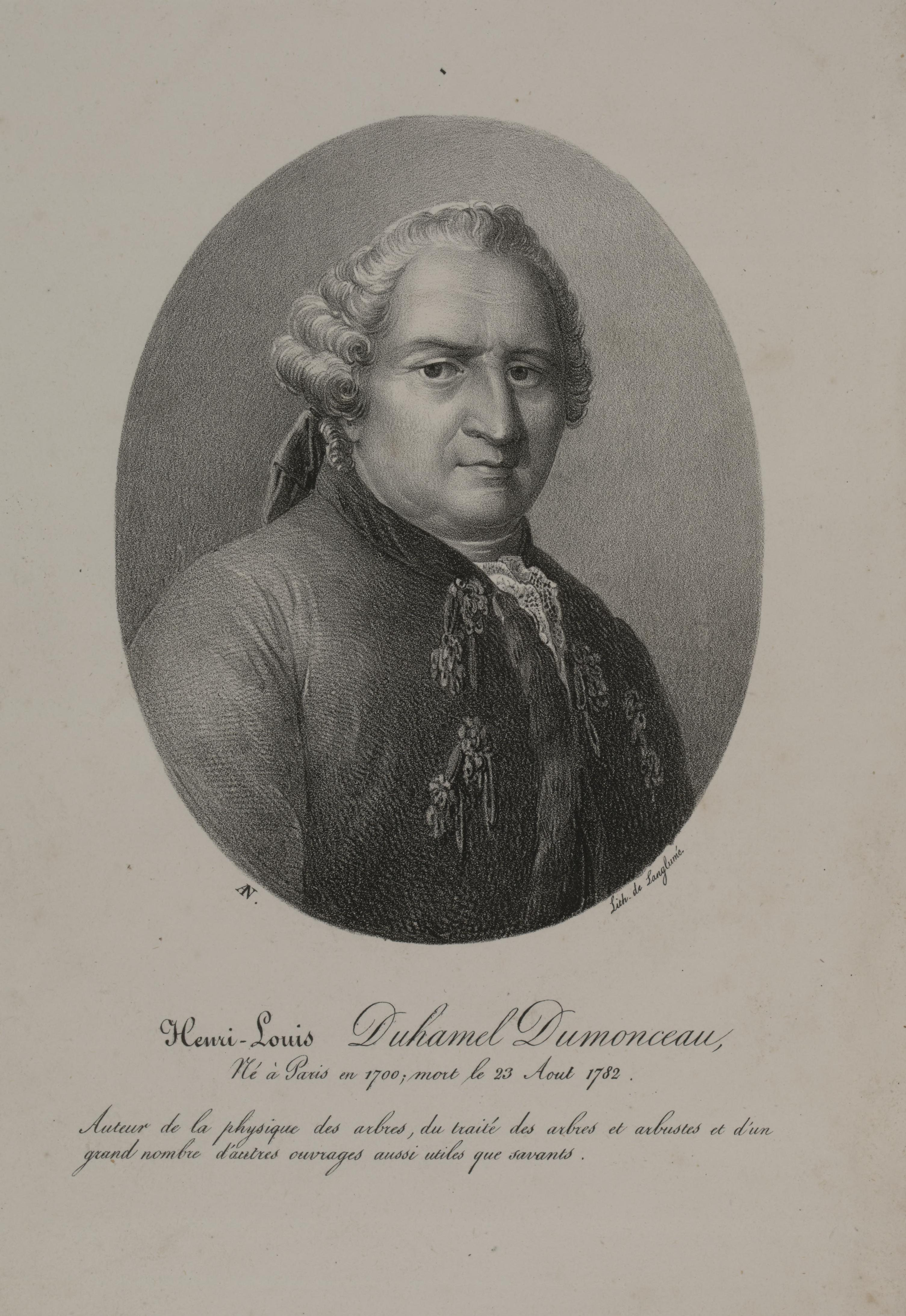
Duhamel du Monceau; Lithographie von 1824

Henri Louis Duhamel du Monceau (* 20. Juli 1700 in Pithiviers; † 22. August 1782 ebenda) war ein französischer Jurist, Botaniker, Chemiker und Ingenieur. Er gilt als Begründer der Forstbotanik, insbesondere der Forstbenutzung und der biologischen Holzforschung. Sein offizielles botanisches Autorenkürzel lautet „Duhamel“. Ab 1757 war er Nachfolger von Antoine Réaumur als Herausgeber des mehrbändigen Nachschlagewerks Description des arts et métiers.

## Leben
Dem Wunsch seines Vaters entsprechend absolvierte der Sohn aus adligem Haus von 1718 bis 1721 ein Studium der Rechtswissenschaften, obwohl seine Leidenschaft der Botanik galt. Er war Besitzer eines großen Landgutes, das er zu einem Musterbetrieb ausbaute, auf dem neue Methoden des Gartenbaus und der Land- und Forstwirtschaft entwickelt und erprobt wurden. Die Ergebnisse dieser Arbeiten publizierte Duhamel in zahlreichen Publikationen.
1728 wurde er von der Akademie der Wissenschaften beauftragt, zu erforschen, auf welche Ursachen die Schäden zurückzuführen seien, die in einer Safranzucht im Gâtinais auftraten. Als Schadorganismus entdeckte er einen parasitischen Pilz (später als Rhizoctonia crocorum beschrieben), der die Wurzeln der Safranpflanzen befällt. Für seine Leistung wurde er 1728 als Mitglied in die Akademie aufgenommen.
In den folgenden Jahren beschäftigte er sich vor allem mit physiologischen Fragestellungen an Nutzpflanzen. Unter anderem entdeckte er, beeinflusst von dem Mediziner Hans Sloane, Methoden zur Färbung von Knochen mit Krapp-Farbstoffen, mit denen er die Schichtung des Knochenaufbaus zeigen konnte und daraus den Schluss zog, dass Knochen ähnlich wachsen wie Gehölze.
Gemeinsam mit Georges-Louis Leclerc de Buffon unternahm er zahlreiche Untersuchungen zum Dickenwachstum der Bäume. Er bearbeitete zahlreiche weitere Objekte, beobachtete das Wachstum der Mistel und erforschte Brandpilze, unter anderem den Maisbeulenbrand und wurde so auch zu einem Wegbereiter der modernen Landwirtschaft. Seine bedeutendsten Leistungen beziehen sich dabei unter anderem auf die Vorgänge beim Okulieren und Pfropfen sowie auf die Bewegung des Saftes in der Pflanze und auf die Einwirkung der Luft und des Lichts auf die Entwicklung und die Ernährung der Gewächse.
1735 wurde er zum Mitglied (Fellow) der Royal Society gewählt und 1740 Mitglied der Academie des Sciences.
Ab 1740 beschäftigte er sich mit meteorologischen Problemen, insbesondere deren Einfluss auf die landwirtschaftliche Produktion.
Als Inspecteur général der französischen Marine (ab 1732) beschäftigte er sich wissenschaftlich auch mit Schiffbau, mit der Kenntnis und Konservierung des Holzes und selbst mit den sanitären Verhältnissen der Seefahrer.
1760 wurde er Ehrenmitglied der Russischen Akademie der Wissenschaften in Sankt Petersburg.
Als Chemiker bewies er, dass Kali und Natron (als in Ägypten vorkommendes Mineral) verschiedene Stoffe sind, indem er Natron rein darstellte (er schlug vor aus Natriumsulfid mit Essigsäure Natriumacetat herzustellen und daraus durch Kalzinierung künstliches Soda). 1736 zeigte er, dass sich Steinsalz, Borax, Glaubersalz und Kochsalz daraus ableiteten und er zeigte, dass es verschiedene alkalische Komponenten in allgemein gebräuchlichen Salzen wie Soda und Pottasche gibt (Sur la bas de sel marin 1737). Damit gelang ihm auch die Unterscheidung von Soda und Pottasche. 1735 schlug er ein Verfahren zur industriellen Herstellung von Salmiak vor. Er analysierte den Purpurfarbstoff und stellte reinen Ether durch Destillation von Alkohol und Schwefelsäure her. Außerdem befasste er sich mit verschiedenen Fragen der chemischen Technologie wie der Herstellung von Stärke, Leim, Seifen, der Raffination von Rohrzucker und Messing-Herstellung.
Sein Werk ist in fast neunzig Schriften zu allen Gebieten, auf denen er gearbeitet hat, überliefert.

## Dedikationsnamen
Nach ihm wurden die Pflanzengattungen Duhamelia Pers. und Hamelia Jacq. aus der Familie der Rötegewächse (Rubiaceae) benannt.

## Schriften (Auswahl)

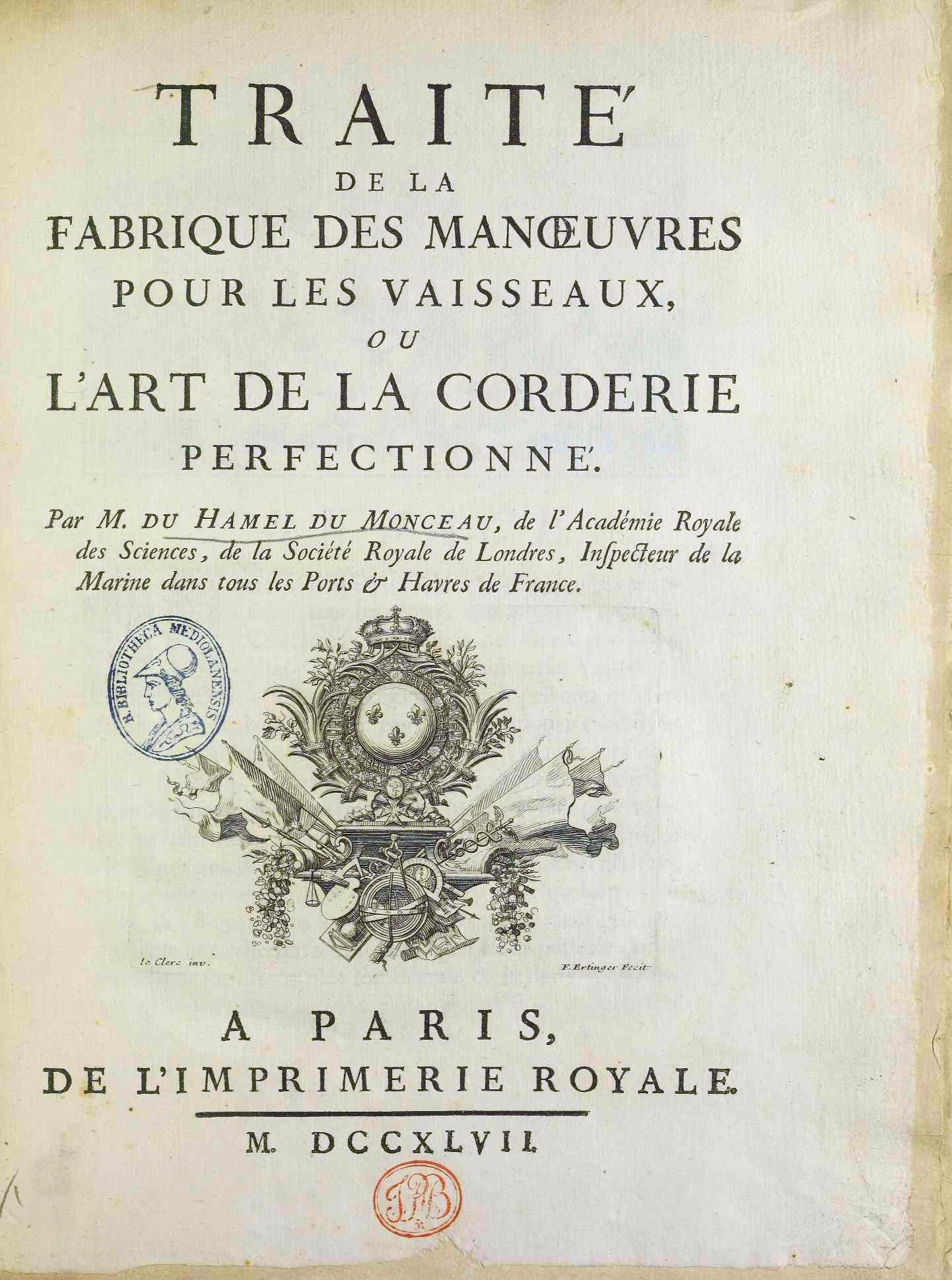
Traité de la fabrique des manoeuvres pour les vaisseaux, 1747

- Traité de la fabrique des manœuvres pour les vaisseaux, ou l’Art de la corderie perfectionné, 1747
- Traité de la culture des terres, 1751, suivi d’Expériences sur cette culture, 1751–1760
- Traité de la conservation des grains et en particulier du froment, 1753
- Des Arbres et arbustes qui se cultivent en France, 1755
- Mémoires sur la garance et sa culture, avec la description des étuves pour la dessécher et des moulins pour la pulvériser, 1757
- Élémens de l’architecture navale, 1758
- École d’agriculture, 1759
- Moyens de conserver la santé aux équipages des vaisseaux, avec la manière de purifier l’air des salles des hôpitaux, et une courte description de l’hôpital Saint-Louis, à Paris, 1759
- Des Semis et plantations des arbres et de leur culture.., 1760
- Éléments d’agriculture, 1762
- De l’Exploitation des bois, 1764
- Traité des arbres fruitiers, 1768
- Des Pêches maritimes et fluviatiles, 1769.

Weitere seiner Werke sind von Pierre-Antoine Poiteau (1766–1854), Pierre Jean François Turpin (1775–1840), Jean-Élie Bertrand (1713–1797) und Étienne Michel wiederaufgelegt und erweitert worden; Carl Christoph Oelhafen von Schöllenbach übersetzte und veröffentlichte mehrere seiner Schriften und Georg Christian Oeder übersetzte 1756 Vorschläge nach welchen der Transport der Bäume, Landgewächse, Saamen, und verschiedener anderen Naturalien, über die See zu veranstalten von Duhamel du Monceau und Rolland-Michel Barrin, Marquis de La Galissonière.